# 小楠公とその母
『小楠公とその母』（しょうなんこうとそのはは）は、1936年（昭和11年）製作・公開、中川紫朗監督による日本の長編劇映画、サウンド版（音楽等のついたサイレント映画）の剣戟映画、伝記映画である。

## 略歴・概要
大楠公楠木正成の子息・小楠公楠木正行を顕彰する小楠公会による原作を、中川紫朗（中川紫郎）が脚色し、監督した作品である。1936年に日本合同映画が製作、同年公開されたが、正確な公開日は不明である。撮影技師は『忠次旅日記 信州血笑篇』（1927年）等、初期の伊藤大輔を支えた渡会六蔵が務めた。撮影は、サイレント映画同様に撮影され、ポストプロダクション段階で音楽等を収録した。
本作の上映用プリントは、東京国立近代美術館フィルムセンターが所蔵している。200作を超える監督作がある中川の数少ない現存する作品の一つである。

## スタッフ・作品データ
- 監督・脚本 : 中川紫朗
- 原作 : 小楠公会
- 撮影 : 渡會庫吉（渡会六蔵）
- 字幕 : 梶田彰三

- 製作 : 日本合同映画
- 上映時間（フィート） : 60分 （5,388.15フィート）
- フォーマット : 白黒映画 - スタンダードサイズ（1.33:1） - モノラル録音（サウンド版）

## キャスト
- 嵐菊麿 - 楠木正行
- 嵐寛童 - 少年時ノ正行
- 草間実 - 楠木正成
- 常盤操子 - 夫人 久子
- 小島一代 - 辨ノ内侍
- 中村松葉 - 楠木正時
- 天野榮 - 恩池左近
- 大原光三郎 - 和田四郎
- 春岡正造 - 神宮寺正房
- 嵐巴左衛門 - 廣瀨久須太
- 大野木三郎 - 廣瀨六郎

## 註
1. ↑  所蔵映画フィルム検索システム、東京国立近代美術館フィルムセンター、2010年1月28日閲覧。